# Шренява (герб)
Шренява (пол. Szreniawa, Krzywaśń, Occele, Ocele, Śrzeniawita, Śrzeniawa, Śrzeniewta, Śreniawa) — польский дворянский герб.

## Описание
В красном поле белая река, ниспадающая по искривлённой линии от правого верхнего к нижнему левому углу; на верху реки стоит крест. Над шлемом и короною, между двумя трубами, из которых на каждой по четыре бубенчика, выходит лев, смотрящий впрям.
Начало этого герба относят к XI веку, и значение эмблемы объясняют победой, одержанной в правление короля Болеслава Храброго при реке Шреняве.

## Герб используют
Адамовские (Adamowski), Адуцкевичи (Aduckiewicz), Агдыевские (Agdyjewski), Александровичи (Aleksandrowicz, Alexandrowicz), Амборские (Amborski), Амфоры (Amfor, Amfor Amforowicz), Амфоровичи (Amforowicz, Anforowicz), Андроновичи (Andronowicz), Арасимовичи (Arasimowicz), Арчимовичи (Arcimowicz), Белевские (Belewski), Белинские (Bielinski), Бельские (Bielski), Бер (Бир, Bier), Берковские (Bierkowski), Бискупские (Biskupski), Богун (Bohun), Бориславские (Boryslawski), Боржиславские (Borzyslawski), Браванские (Brawanski), Брокицкие (Brokicki), Бржезницкие (Brzeznicki), Будзиславские (Budzislawski), Харжевские (Charzewski, Charzowski), Хораим (Choraim), Хваликовские (Chwalikowski), Черневские (Czerniewski), Чиемерж (Czyemierz), Даровские (Darowski, Daroski Weryha), Добшицы (Dobszyc), Дружины (Druzyna), Гарбовские (Garbowski), Герасимовичи, бароны и дворяне Гочалковские (Goczalkowski, Gottschalkowski), Голохваст, Гораины (Horain), Ядальды (Jadald, Iadald Ladald, Jadoldus), Камповские (Kampowski), Килевские (Kilowski), Клюси (Klus, Klusa), Клюские (Kluski), Кмиты (Kmita, Kmita z Woli), Колацкие (Kolacki), Коморские (Komorski), Котунские (Kotunski), Козентковские (Koziatkowski), Козлентковские (Kozlatkowski), Красовские (Krasowski), Кржеш (Krzesz), Кулачинские (Kulaczynski), Кухарские (Kucharski), Курцевские (Kurcewski), Курчевские (Kurczewski), Курдвановские (Kurdwanowski), Куровские (Kurowski), Курозвенцкие (Kurozwecki), Куржевские (Kurzewski), Квилецкие (Kwilecki), Ладайда (Ladayda, Ladayka, Ladajka), Лангач (Langacz), Ляпские (Lapski), Лясковские (Laskowski), Лясоцкие (Lasocki), Лебен (Leben), Липские (Lipski), Лисецкие (Lisiecki), князья и дворяне Любомирские (Lubomirski), Любовицкие (Lubowicki), Любовецкие (Lubowiecki), Лапские (Lapski), Мацеевские (Maciejowski), Медзвецкие (Miedzwiecki), Милошевские (Miloszewski), Монячковские (Moniaczkowski), Мрочек (Mroczek), Мрочковские (Mroczkowski), Мсциовские (Msciowski), Мстовские (Mstowski), Орачевские (Oraczewski, Oraczewski z Przybyslawicz), Паровские (Parowski), Пчолецкие (Pczolecki, Pszczolecki), Пичек (Piczek), Пельвицкие (Pielwicki), Пернировские (Pernirowski), Писарские (Pisarski), Плачковские (Placzkowski), Понятовские (Poniatowski), Порембские (Porebski), Потоцкие (Potocki), Прандота (Prandota), Проачек (Proaczek), Пржибель (Przybel), Пржиленцкие (Przylecki), Пукаржевские (Pukarzewski), Радваны (Radwan), Рагоза (Rahoza), Роговские (Rogowski), Розбицкие (Rozbicki), Розембарские (Rozembarski), Рудошанские (Rudoszanski), Рупневские (Rupniewski), Ржецкие (Rzecki), Садло (Sadlo), Садловские (Sadlowski), Сагановские (Saganowski), Сагатынские (Sagatynski), Седлецкие (Siedlecki), Скарбек (Skarbek), Скиндер (Skinder), Скотницкие (Skotnicki), Слупские (Slupski), Собенские (Sobienski), Сонгины (Songin), Сржедницкие (Srzednicki), Срженявы (Srzeniawa, Sreniawa), графы и дворяне Стадницкие (Stadnicki), Ставские (Stawski), Страхановские (Strachanowski), Стржалковские (Strzalkowski), Шов (Szow), Шиковские (Szykowski), Шиповские (Szypowski), Тагоборские (Тегоборские, Tagoborski v. Tegoborski z Tagoborza), Теляковские (Telakowski), Тенгоборские (Tegoborski), Третер (Treter), Тржебенские (Trzebienski), Тржебинские (Trzebinski), Тукалло (Tukallo), Туровские (Turowski), Тушовские (Tuszowski), Уейские (Ujejski, Uieyski), Вериха (Верига, Werycha, Werycha Darowski, Weryha), Вендзерженские (Wedzierzenski), Венгленские (Weglenski, Weglenski v. Weglinski), Венгоржевские (Wegorzewski), Веруские (Wieruski, Wieruski z Wieruszyc), Веверские (Wiewiorski), Вильковские (Wilkowski), Водецкие (Wodecki), Войновские (Wojnowski), Вороновичи (Woronowicz), Врохей (Wrochey), Вздовские (Wzdowski), Змигродские (Zmigrodzki, z Zmigroda Stadnicki), Змиевские (Zmijewski).
Стрженява изм.
Дружины (Druzyna), Фёдоров Иван, Квилецкие (Kwilecki), Лапка (Lapka), Рагоза (Rahoza), Третер (Treter).